# Nesticus arganoi
Espèce
Nesticus arganoi est une espèce d'araignées aranéomorphes de la famille des Nesticidae.

## Distribution
Cette espèce est endémique du Veracruz au Mexique,. Elle se rencontre à Orizaba dans les grottes Cueva Macinga et Cueva de Agua de Tlilapan.

## Description
Le mâle décrit par Gertsch en 1984 mesure 2,25 mm et la femelle 3,00 mm. Cette espèce est anophtalme.

## Étymologie
Cette espèce est nommée en l'honneur de Roberto Argano.

## Publication originale
- Brignoli, 1972 : Some cavernicolous spiders from Mexico (Araneae). Quaderno, Accademia Nazionale dei Lincei, vol. 171, p. 129-155.